# Рас-Лануф
Рас-Лануф, також Рас-ель-Ануф (араб. راس لانوف) — місто і порт Лівії, муніципалітет Сурт. Розташований на березі затоки Сидру, на півдні Середземного моря. Населення близько 10 тис. чоловік. Порт Рас-Лануф — один з двох (поряд з Брегою) головних нефтоекспортних портів Лівії. Нафтохімічна промисловість, два аеродроми. Найбільший у світі плавучий резервуар прісної води.
Під час повстання в Лівії в 2011 році у Рас-Лануфі відбувалися бої між силами повстанців і прихильниками Муамара Каддафі.